# گمینا جژانژنگا
گمینا جژانژنگا (به لهستانی:  Gmina Dzierzążnia) یک گمینا در لهستان است که در شهرستان پوونگسک واقع شده‌است. گمینا جژانژنگا ۱۰۲٫۱ کیلومتر مربع مساحت و ۳٬۸۰۹ نفر جمعیت دارد.